# Горно Седларце
Горно Седларце или Горно Седларци (на македонска литературна норма: Горно Седларце; на албански: Sedllarci i Epërm) е село в Северна Македония, в община Боговине.

## География
Селото е разположено в областта Горни Полог.

## История
В края на ΧΙΧ век Горно Седларце е албанско село в Тетовска каза на Османската империя. Андрей Стоянов, учителствал в Тетово от 1886 до 1894 година, пише за селото:
| „ | С. Горнйо-Сѣдларце — има 15 арнаутски кѫщи. Близо при селото има развалини отъ стара църква. | “ |

Според статистиката на Васил Кънчов („Македония. Етнография и статистика“) от 1900 година Горно Седларци е село, населявано от 85 арнаути мохамедани.
Според Афанасий Селишчев в 1929 година Горно Седларце е село в Бървенишка община (с център в Жеровяне) в Долноположкия срез и има 46 къщи с 251 жители българи и албанци.
Според преброяването от 2002 година селото има 1776 жители.
| Националност | Всичко |
| македонци    | 0      |
| албанци      | 1773   |
| турци        | 0      |
| роми         | 0      |
| власи        | 0      |
| сърби        | 0      |
| бошняци      | 0      |
| други        | 3      |